# Waalsebeek
De Waalsebeek is een beek in Nederlands Zuid-Limburg in de gemeente Meerssen. De beek ligt bij Geulle op de rechteroever van de Maas en heeft een lengte van ongeveer 400 meter.
Op ongeveer 200 meter naar het noordwesten mondt de Stommebeek in de Molenbeek en nog eens 50 meter verder de Snijdersbeek.

## Ligging
De beek ligt op de westelijke helling van het Centraal Plateau in de overgang naar het Maasdal. De beek ligt in het Bunderbos op de helling ten zuiden van Snijdersberg, tussen Snijdersberg, Moorveld en Hulsen. De bron ligt niet ver van de Onbevlekt Hart van Mariakerk en vanaf daar stroomt de beek in westelijke en zuidwestelijke richting. Niet ver van waar vroeger de Bovenste Molen van Hulsen gestaan heeft mondt de beek uit in de Molenbeek. Deze beek mondt uit in de Oude Broekgraaf die in de Maas uitmondt.

## Geologie
De Waalsebeek ontspringt ten noorden van de Geullebreuk en ten zuiden van de Schin op Geulbreuk op een hoogte van ongeveer 88 meter boven NAP. Op deze hoogte dagzoomt klei uit het Laagpakket van Boom dat in de bodem een ondoorlatende laag vormt, waardoor het grondwater op deze hoogte uitstroomt.
De Waalsebeek krijgt van verschillende bronnen water, waarvan er enkele een kalktufbron zijn.